# Harm Ketelaar
Harm Ketelaar (Gieterveen, 21 april 1894 - Assen, 15 april 1987) was een Nederlandse verzetsstrijder tijdens de Tweede Wereldoorlog.
Ketelaar, reserve-kapitein in het Nederlandse Leger, was een Drents verzetsstrijder vanaf het eerste uur. Zijn schuilnaam in het verzet was "Harmsen". Reeds in de zomer van 1940 zette hij in Assen en later ook in andere gemeenten een Ordedienst op. Aanvankelijk was de bedoeling hiermee vooruitlopend op de te verwachten bevrijding in het eventuele gezagsvacuüm een ordelijke overgang mogelijk te maken, NSB'ers te ontwapenen en een bijltjesdag te voorkomen. Toen bleek dat de bevrijding op zich zou laten wachten, ging Ketelaar verder met velerlei diverse verzetsactiviteiten. Op 24 juni 1953 werd aan hem in het Gemeentehuis van Assen de Amerikaanse onderscheiding "Medal of Freedom with Bronze Palm" uitgereikt.